# Gijsbert Hendricksz. 't Hert
Gijsbert Hendricksz. 't Hert, ook 't Hart (? - begraven Gouda, 9 november 1637) was burgemeester van de Noord-Nederlandse stad Gouda.

## Leven en werk
't Hert werd na de wetsverzetting in 1619 door prins Maurits benoemd tot burgemeester van Gouda, hoewel hij geen lid was van de vroedschap. Hij werd in de periode 1619 tot 1637 acht maal gekozen tot burgemeester. In 1626 werd hij lid van de Goudse vroedschap. Van 1626 tot 1634 vertegenwoordigde hij Gouda in de Staten van Holland. Hij was in de periode 1626 tot 1630 lid Gecommitteerde Raden in het Zuiderkwartier en gedeputeerde ter Staten-Generaal. Hij dankte zijn benoeming tot burgemeester aan het feit dat hij tegen de remonstranten had gekozen. Toch belandde hij niet in het kamp van de fanatieke remonstrantenjager, de baljuw Anthony Cloots. In 1634 koos 't Hert nadrukkelijk de kant van de remonstranten, hetgeen hem door Cloots zwaar werd aangerekend, die hem een onbetrouwbare waggelmuts noemde. Hij vervulde meerdere regentenfuncties. Zo was hij onder meer tresorier en fabriekmeester. Ook was hij hoogheemraad van Schieland. In 1615 en 1619 was hij kolonel der schutterij. Op twee schuttersstukken van de Goudse schilder Jan Daemesz. de Veth staat hij als kolonel van de schutterij afgebeeld.
Na zijn overlijden in 1637 werd 't Hert op 9 november van dat jaar begraven in de Sint-Janskerk aldaar.

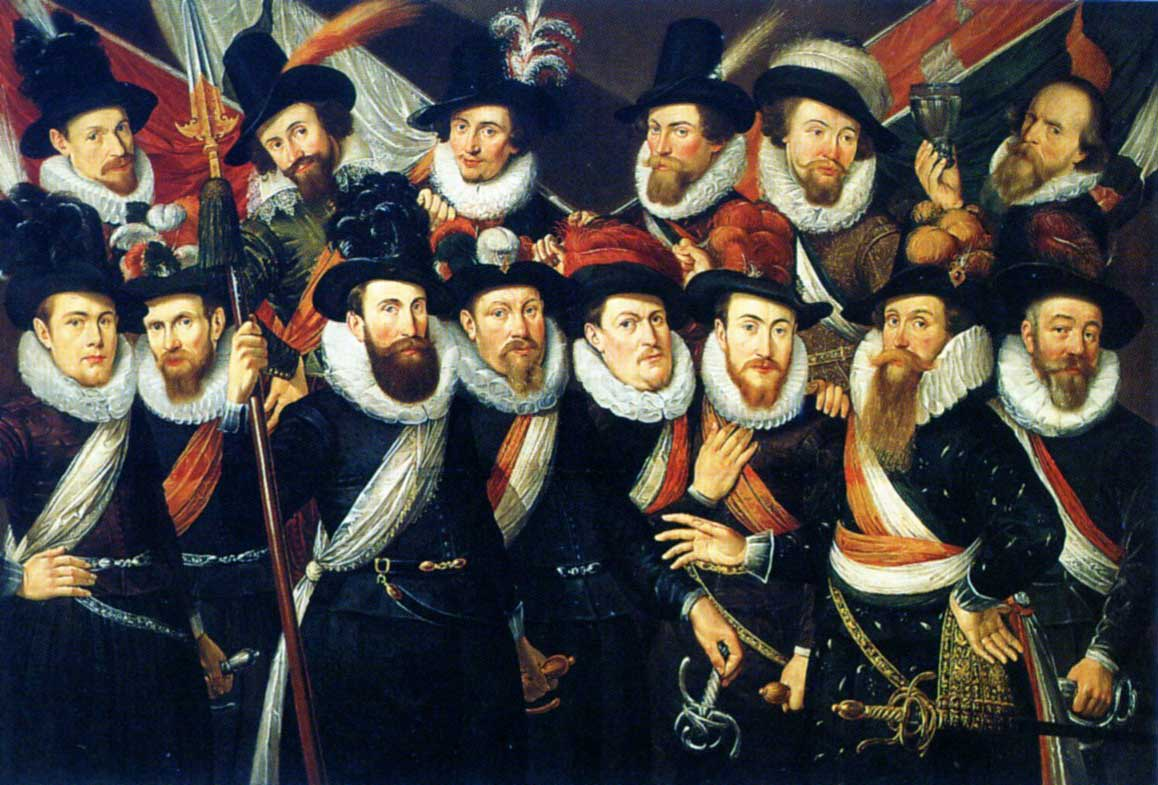
Officieren van de schutterij onder leiding van kolonel kolonel kolonel Gijsbert 't Hert in 1616 (Gijsbert 't Hert geheel rechts op de onderste rij)